# Gerhard Derks
Gerhard Derks (* 17. Februar 1902 in Großheirath im Landkreis Coburg; † 29. Oktober 1970 in Coburg) war ein deutscher Landrat.

## Leben
Nach dem Abitur am Gymnasium Coburg absolvierte Gerhard Derks ein Studium der Rechtswissenschaften an der Friedrich-Alexander-Universität Erlangen-Nürnberg und promovierte dort im Jahre 1924 mit der Dissertation „Das Strafverfahren gegen Jugendliche“. Nach der ersten Staatsprüfung folgte der dreijährige juristische Vorbereitungsdienst mit dem anschließenden Großen juristischen Staatsexamen (früher Staatskonkurs) im Jahre 1926. Derks kam 1927 als Assessor zur Regierung von Oberfranken, wurde 1929 Bezirksamtmann in Münchberg und war als Regierungsrat in Weißenburg i. Bayern und in Coburg tätig, bevor er im April 1938 kommissarischer Bezirksamtsvorstand in Uffenheim und im Juli des Jahres zugleich kommissarischer Leiter des Bezirksamtes Coburg wurde. Am 1. Mai 1939 wurde er definitiv Landrat des Landkreises Coburg, wo er bis zum  20. Mai 1943,  als er  Kriegsdienst leisten musste,  im Amt blieb. 
Vom 16. September bis zum 15. Dezember 1939 war Derks nach Koschnitz in Polen abgeordnet worden, um dort kommissarisch das Amt des Kreishauptmanns auszuüben.  Nach der Entlassung aus seinem Amt im Mai 1945 wurde er von Juni 1945  bis Juni 1946  interniert und im Entnazifizierungsverfahren durch die Spruchkammer Coburg als Mitläufer eingestuft, so dass er wieder in den öffentlichen Dienst zurückkehren durfte. Nach einer Tätigkeit als Hilfsarbeiter beim Verwaltungsgericht Würzburg kam er zur Regierung von Unterfranken, wo er Regierungsrat und später Oberregierungsrat war, bevor er am 1. Dezember 1954 zum Verwaltungsgerichtsdirektor in Würzburg ernannt wurde. Derks wechselte zum Verwaltungsgericht Augsburg, wo er am 8. April 1954 das Amt des Präsidenten übernahm. Dieses Amt übte er bis zu seiner Pensionierung zum 1. Mai 1965 aus. Er starb in Coburg, wo er zuletzt wohnte. Seine Begräbnisstätte lag in Würzburg.
Derks war 1920 Mitglied der Schwarzen Reichswehr, einer paramilitärische Organisation.
1933 wurde er Mitglied der Motor-SA (dort zuletzt Oberscharführer) und später Mitglied des NSKK, wo er Sturmführer war. Zum 1. August 1935 trat er in die NSDAP ein (Mitgliedsnummer 3.690.872).